# Guru meditation

Exempel på Guru meditation meddelande

Guru meditation är en informationstext som visas när operativsystemet på en Amiga råkar ut för ett så allvarligt fel att det väljer att stoppa helt. Texten guru meditation indikerar att en guru (i det här fallet en obskyr och möjligen lite underlig slags teknisk expert) bör begrunda (eller meditera över) felkoden för att finna orsaken till felet.